# X-Men: Destiny
X-Men: Destiny — компьютерная игра, основанная на серии комиксов Люди-Икс. Выпущенная 27 сентября 2011 года. Издана Activision и выпущена для консолей Nintendo DS, PlayStation 3, Wii, Xbox 360. Разработана студией Silicon Knights.
Официальной локализацией занималась компания «1С-СофтКлаб»; переводу на русский язык подверглась только документация, сама же озвучка игры осталась на английском языке.
В ноябре 2012 года все непроданные копии данной игры, а также игры Too Human, были отозваны с розничных магазинов из-за юридических разногласий между Silicon Knights и Epic Games по поводу использования в играх кода Unreal Engine 3.

## Геймплей
X-Men: Destiny — представляет собой beat ’em up с элементами RPG, в определенные моменты сюжета игроку предлагается выбор: присоединиться ли к Людям-Икс или к последователям Братство мутантов
В игре присутствует прокачка. На протяжении игры игроки собирают улучшения для прокачки силы персонажей, называемые «X-гены». Каждый «X-ген» может разблокировать три типа способностей. «X-гены» можно смешивать и сочетать по усмотрению игрока для получения уникального опыта.
Различные магазины предлагали за предзаказ игры эксклюзивные костюмы и способности «X-гены», в стиле персонажей Людей-икс, для трёх главных героев. Amazon предлагал костюмы и «X-гены» в стиле Эммы Фрост; магазин Best Buy костюмы и «X-гены» в стиле Джаггернаута; GameStop костюмы и «X-гены» в стиле Хавока.
Игрок выбирает одного из трех персонажей-мутантов, специально созданных для игры и ранее не встречающихся в медиа: Айми Йошида, Адриан Лука или Грант Александр.

## Сюжет
Сан-Франциско из-за конфликта был разделен на области людей и мутантов. Игра начинается на митинге за защиту мира в память о покойном профессоре Икс, на котором присутствует начальник Отдела Реагирования на Мутантов Луис Рейес. Все быстро меняется, когда митинг подвергается нападению антимутантской экстремистской группировкой под названием Очистители. Скрытые мутантские способности персонажа игрока пробуждаются, и он защищает мирных жителей от Очистителей.
Персонаж игрока встречается с мутантами из Людей Икс и Братства мутантов и решает к какой группе присоединиться, преследующей Кэмерон Ходжа, лидера Очистителей. Ходж одет в силовую броню и лично присоединяется к охоте на мутантов. Игрок загоняет Ходжа в угол на вершине здания, но его прерывает Магнето, который сбрасывает мост Золотые Ворота на зону боевых действий.
Персонаж игрока в последнюю секунду спасен Ночным Змеем и телепортирован в Чайнатаун, где ему поручено найти Гамбита, который управляет здесь ночным клубом. После встречи с Гамбитом, он просит игрока помочь ему совершить набег на склад Очистителей, на котором хранятся технологии, используемые против мутантов. После рейда Гамбит сообщает персонажу игрока местонахождение секретной подземной лаборатории, где Очистители в союзе с анти-мутанской группировкой У-Мэн держат захваченных мутантов. В лаборатории персонаж игрока встречает нескольких захваченных мутантов, Ртуть, Импульс и Колосса. Персонаж игрока побеждает Джона Сублима, главу У-Мэн, который вкалывает себе гены Колосса, Ртути и Импульса становясь огромным монстром, и спасает захваченных мутантов.
Персонаж игрока отправляется на секретную подземную базу, используемую Ходжем и Очистителями. Он находит Ходжа, который теперь носит более мощную силовую броню, содержащую истощенные силы мутантов, отнятые у Пикси и Калибана. После боя с персонажем игрока Ходж падает с генераторной вышки и погибает. В зависимости от выбора, игрок идёт либо к Циклопу, либо к Мистик, которые поручают ему найти Пикси и Калибана.
С помощью Форджа персонаж игрока находит Калибана и понимает, что союзником Ходжа является Бастион, мутант, который убил профессора X, прежде чем был убит Магнето. Бастион каким-то образом выжил и загрузил свой разум на спутник Отдела Реагирования на Мутантов, и теперь Рейес работает на него. С помощью Калибана персонаж игрока также находит и Пикси.
Вертолёт на котором летела Пикси был сбит лазерным лучом, в результате крушения Пикси погибла. Сразу после этого, независимо от выбора игрока, Магнето обвиняет Циклопа в том, что тот сбил вертолет, и вместе с Джаггернаутом атакует как Циклопа, так и игрока. После боя Магнето неохотно дает персонажу игрока шанс присоединиться к Братству.
Независимо от того, какую сторону выберет игрок, перед ним стоит задача победить Рейеса, который, обладает способностями к контролю над разумом. Рейес планирует усилить свою силу с помощью спутника Бастиона, чтобы он мог контролировать всех людей и мутантов на Земле. После битвы с несколькими мутантами и спасения их от контроля над разумом Рейеса игрок находит радиовышку, которую использовал Рейес, и отключает сигнал с помощью Циклопа и Магнето. Бастион загружается в Рейеса, теперь одетого в огромную версию доспехов Ходжа, и берет под контроль его разум. Бастион также отправляет несколько Стражей присоединиться к битве. После того как игрок побеждает Бастиона и его Стражей, Рейес сдается.
Концовка зависит от того, к какой стороне игрок решил присоединиться в конце 7 главы:
• Если он встал на сторону Людей Икс, Циклоп, персонаж игрока и Люди Икс наблюдают за руинами Сан-Франциско. Они обещают создать мир, в котором мутанты и люди смогут жить вместе в мире. Циклоп говорит, что приближается еще один шторм, который будет хуже, чем тот, который они пережили.
• Если он встал на сторону Братства, Магнето и персонаж игрока наблюдают за руинами Сан-Франциско. Магнето объявляет о создании нации, состоящей только из мутантов, и заявляет, что научит игрока, как выжить в мире, который презирает мутантов.

## Роли озвучивали
- Джейми Чон — Айми Йошида
- Скотт Портер — Адриан Лука
- Майло Вентимилья — Грант Александр
- Нолан Норт — Циклоп
- Джейсон Мэрсден[англ.] — Человек-лёд
- Стивен Блум — Росомаха, Пиро
- Андре Соглиуззо[англ.] — Колосс, Луис Рейес
- Юрий Ловенталь[англ.] — Ночной Змей, Полярная звезда
- Кэри Уолгрен — Эмма Фрост
- Сумали Монтано[англ.] — Мистик
- Фред Таташор — Джаггернаут
- Кит Шарабайка[англ.] — Бастион
- en[англ.] — Жаба
- Боб Глуберман[англ.] — Стич
- Кит Фергюсон — Кэмерон Ходж

## Отзывы
| Сводный рейтинг       | Сводный рейтинг | Сводный рейтинг | Сводный рейтинг | Сводный рейтинг |
| Издание               | Оценка          | Оценка          | Оценка          | Оценка          |
| Издание               | DS              | PS3             | Wii             | Xbox 360        |
| --------------------- | --------------- | --------------- | --------------- | --------------- |
| GameRankings          | N/A             | 50,90 %         | N/A             | 48,47 %         |
| Metacritic            | 33/100          | 50/100          | 36/100          | 47/100          |
| Иноязычные издания    |                 |                 |                 |                 |
| Издание               | Оценка          | Оценка          | Оценка          | Оценка          |
| Издание               | DS              | PS3             | Wii             | Xbox 360        |
| GameSpot              | N/A             | 4/10            | 3/10            | 4/10            |
| IGN                   | 2/10            | 5,5/10          | 3,5/10          | 5,5/10          |
| Русскоязычные издания |                 |                 |                 |                 |
| Издание               | Оценка          | Оценка          | Оценка          | Оценка          |
| Издание               | DS              | PS3             | Wii             | Xbox 360        |
| «Игромания»           | N/A             | 5/10            | N/A             | 5/10            |

Игра получила в основном средние и отрицательные отзывы от прессы и игроков. Большинство рецензаторов отмечали: скучную и однообразную боевую систему, низкую продолжительность игры, отсутствие последствий после сюжетного выбора. Так обзорщик из журнала Игромания отметил драки в X-Men: «Destiny чудовищно скучные». Закончив обзор словами «Too Human, конечно, провалилась, но до такой геймплейной халтуры люди, придумавшие Eternal Darkness, опускаться все же не должны». Сайт iXBT.com резко раскритиковал графику игры «Графика игры такая же дешёвая, как и ее наполнение». На сайте-агрегаторе Metacritic версия игры на консоль PS3 имеет 50 баллов из 100, версия для Xbox 360 47 баллов из 100, Версии на Wii и DS 36 и 33 балла из 100 соответственно.